# Samenstelling Belgische Senaat 1949-1950
De lijst van leden van de Belgische Senaat van 1949 tot 1950. De Senaat telde toen 175 zetels. Op 26 juni 1949 werden 106 senatoren rechtstreeks verkozen. Het nationale kiesstelsel was in die periode gebaseerd op algemeen enkelvoudig stemrecht voor alle Belgen van 21 jaar en ouder, volgens een systeem van evenredige vertegenwoordiging op basis van de methode-D'Hondt, gecombineerd met een districtenstelsel. Daarnaast waren er ook 46 provinciale senatoren, aangeduid door de provincieraden en 23 gecoöpteerde senatoren.
De legislatuur liep van 12 juli 1949 tot 9 maart 1950. Tijdens deze legislatuur was de regering-G. Eyskens I in functie, steunend op een meerderheid van de christendemocratische CVP-PSC en de Liberale Partij. De oppositie bestond dus uit BSP-PSB en KPB-PCB.

## Samenstelling
| Fractie | Fractie         | Rechtstr. | Prov. | Gec. | Totaal |
| ------- | --------------- | --------- | ----- | ---- | ------ |
|         | CVP-PSC         | 54        | 25    | 13   | 92     |
|         | BSP-PSB         | 33        | 13    | 7    | 53     |
|         | Liberale Partij | 14        | 7     | 3    | 24     |
|         | KPB-PCB         | 5         | 1     | 0    | 6      |

## Lijst van de senatoren
| Senator                         | Partij  | Aanduiding                   | Kieskring                                   | Provincie       | Opmerkingen |
| ------------------------------- | ------- | ---------------------------- | ------------------------------------------- | --------------- | --- |
| Hubert Wyn                      | BSP-PSB | Rechtstreeks gekozen senator | Antwerpen                                   | -               | |
| Edward Van Eyndonck             | BSP-PSB | Rechtstreeks gekozen senator | Antwerpen                                   | -               | Secretaris. |
| Herman Vos                      | BSP-PSB | Rechtstreeks gekozen senator | Antwerpen                                   | -               | |
| Joseph Craeybeckx               | BSP-PSB | Rechtstreeks gekozen senator | Antwerpen                                   | -               | |
| Jozef Jespers                   | CVP-PSC | Rechtstreeks gekozen senator | Antwerpen                                   | -               | |
| Aloïs Sledsens                  | CVP-PSC | Rechtstreeks gekozen senator | Antwerpen                                   | -               | |
| Maurice Verbaet                 | CVP-PSC | Rechtstreeks gekozen senator | Antwerpen                                   | -               | |
| Joseph Clynmans                 | CVP-PSC | Rechtstreeks gekozen senator | Antwerpen                                   | -               | |
| Karel Tobback                   | CVP-PSC | Rechtstreeks gekozen senator | Antwerpen                                   | -               | |
| Albert Lilar                    | LP      | Rechtstreeks gekozen senator | Antwerpen                                   | -               | |
| Jozef Verbert                   | BSP-PSB | Rechtstreeks gekozen senator | Mechelen-Turnhout                           | -               | |
| Urbain Muyldermans              | LP      | Rechtstreeks gekozen senator | Mechelen-Turnhout                           | -               | |
| Jozef Van In                    | CVP-PSC | Rechtstreeks gekozen senator | Mechelen-Turnhout                           | -               | |
| August De Boodt                 | CVP-PSC | Rechtstreeks gekozen senator | Mechelen-Turnhout                           | -               | Secretaris. |
| Edmond Leysen                   | CVP-PSC | Rechtstreeks gekozen senator | Mechelen-Turnhout                           | -               | |
| Paul Van Roosbroeck             | CVP-PSC | Rechtstreeks gekozen senator | Mechelen-Turnhout                           | -               | |
| Edmond Machtens                 | BSP-PSB | Rechtstreeks gekozen senator | Brussel                                     | -               | |
| Piet Vermeylen                  | BSP-PSB | Rechtstreeks gekozen senator | Brussel                                     | -               | |
| Amédée Doutrepont               | BSP-PSB | Rechtstreeks gekozen senator | Brussel                                     | -               | Quaestor. |
| Jeanne Vandervelde-Beeckman     | BSP-PSB | Rechtstreeks gekozen senator | Brussel                                     | -               | |
| William Van Remoortel           | BSP-PSB | Rechtstreeks gekozen senator | Brussel                                     | -               | Voorzitter van de BSP-PSB-fractie tot 29 november 1949. |
| Jean Taillard                   | KPB-PCB | Rechtstreeks gekozen senator | Brussel                                     | -               | |
| Marcel Decoene                  | CVP-PSC | Rechtstreeks gekozen senator | Brussel                                     | -               | |
| Paul Struye                     | CVP-PSC | Rechtstreeks gekozen senator | Brussel                                     | -               | Vanaf 19 juli 1949 voorzitter van de CVP-PSC-fractie. |
| Emiel De Winter                 | CVP-PSC | Rechtstreeks gekozen senator | Brussel                                     | -               | |
| Edouard Descampe                | CVP-PSC | Rechtstreeks gekozen senator | Brussel                                     | -               | |
| Maurits Van Hemelrijck          | CVP-PSC | Rechtstreeks gekozen senator | Brussel                                     | -               | |
| Etienne de la Vallée Poussin    | CVP-PSC | Rechtstreeks gekozen senator | Brussel                                     | -               | |
| Julius Hoste                    | LP      | Rechtstreeks gekozen senator | Brussel                                     | -               | |
| Octave Dierckx                  | LP      | Rechtstreeks gekozen senator | Brussel                                     | -               | Voorzitter van de LP-fractie tot 11 augustus 1949. |
| Oscar Bossaert                  | LP      | Rechtstreeks gekozen senator | Brussel                                     | -               | |
| Robert Catteau                  | LP      | Rechtstreeks gekozen senator | Brussel                                     | -               | Secretaris tot 18 augustus 1949 en ondervoorzitter van 18 augustus tot 8 november 1949.                                                                                             |
| Karel Roelandts                 | BSP-PSB | Rechtstreeks gekozen senator | Leuven                                      | -               | |
| Maurice Schot                   | CVP-PSC | Rechtstreeks gekozen senator | Leuven                                      | -               | |
| Hendrik Delport                 | CVP-PSC | Rechtstreeks gekozen senator | Leuven                                      | -               | Voorzitter van de commissie Verkeerswezen. |
| Louis Grootjans                 | LP      | Rechtstreeks gekozen senator | Leuven                                      | -               | |
| Paul Estienne                   | CVP-PSC | Rechtstreeks gekozen senator | Nijvel                                      | -               | |
| Paul Libois                     | KPB-PCB | Rechtstreeks gekozen senator | Nijvel                                      | -               | |
| Robert Ancot                    | CVP-PSC | Rechtstreeks gekozen senator | Brugge                                      | -               | |
| Dieudonné Martens               | BSP-PSB | Rechtstreeks gekozen senator | Brugge                                      | -               | |
| Hubert De Groote                | CVP-PSC | Rechtstreeks gekozen senator | Veurne-Diksmuide-Oostende                   | -               | |
| Marcel Sobry                    | CVP-PSC | Rechtstreeks gekozen senator | Veurne-Diksmuide-Oostende                   | -               | |
| Ghislain D'Hondt                | BSP-PSB | Rechtstreeks gekozen senator | Roeselare-Tielt                             | -               | |
| Emile Allewaert                 | CVP-PSC | Rechtstreeks gekozen senator | Roeselare-Tielt                             | -               | |
| René Desmedt                    | CVP-PSC | Rechtstreeks gekozen senator | Roeselare-Tielt                             | -               | |
| Joseph Clays                    | BSP-PSB | Rechtstreeks gekozen senator | Kortrijk-Ieper                              | -               | |
| Robert Gillon                   | LP      | Rechtstreeks gekozen senator | Kortrijk-Ieper                              | -               | Voorzitter van de commissie Buitenlandse Zaken en Buitenlandse Handel, voorzitter van de LP-fractie van 16 augustus tot 8 november 1949 en vanaf 8 november 1949 Senaatsvoorzitter. |
| Gilbert Mullie                  | CVP-PSC | Rechtstreeks gekozen senator | Kortrijk-Ieper                              | -               | Ondervoorzitter en voorzitter van de commissie Landbouw. |
| Robert De Man                   | CVP-PSC | Rechtstreeks gekozen senator | Kortrijk-Ieper                              | -               | |
| Remi Wallays                    | CVP-PSC | Rechtstreeks gekozen senator | Kortrijk-Ieper                              | -               | |
| Gaston Crommen                  | BSP-PSB | Rechtstreeks gekozen senator | Gent-Eeklo                                  | -               | |
| Emile Vergeylen                 | BSP-PSB | Rechtstreeks gekozen senator | Gent-Eeklo                                  | -               | |
| Edmond Ronse                    | CVP-PSC | Rechtstreeks gekozen senator | Gent-Eeklo                                  | -               | Secretaris tot 8 november 1949. |
| Paul Van Steenberge             | CVP-PSC | Rechtstreeks gekozen senator | Gent-Eeklo                                  | -               | |
| Albert Kluyskens                | CVP-PSC | Rechtstreeks gekozen senator | Gent-Eeklo                                  | -               | |
| Frank Baur                      | CVP-PSC | Rechtstreeks gekozen senator | Gent-Eeklo                                  | -               | |
| Albert Mariën                   | LP      | Rechtstreeks gekozen senator | Gent-Eeklo                                  | -               | Voorzitter van de commissie Economische Zaken en Middenstand. |
| Alfons Pincé                    | BSP-PSB | Rechtstreeks gekozen senator | Dendermonde-Sint-Niklaas                    | -               | |
| Willy Van Gerven                | CVP-PSC | Rechtstreeks gekozen senator | Dendermonde-Sint-Niklaas                    | -               | |
| Liban Van Laeys                 | CVP-PSC | Rechtstreeks gekozen senator | Dendermonde-Sint-Niklaas                    | -               | |
| Theofiel Van Peteghem           | CVP-PSC | Rechtstreeks gekozen senator | Dendermonde-Sint-Niklaas                    | -               | |
| Guillaume Denauw                | BSP-PSB | Rechtstreeks gekozen senator | Oudenaarde-Aalst                            | -               | |
| Gustaaf De Stobbeleir           | LP      | Rechtstreeks gekozen senator | Oudenaarde-Aalst                            | -               | |
| Agnès della Faille d'Huysse     | CVP-PSC | Rechtstreeks gekozen senator | Oudenaarde-Aalst                            | -               | |
| Karel De Haeck                  | CVP-PSC | Rechtstreeks gekozen senator | Oudenaarde-Aalst                            | -               | |
| Hyacinthe Harmegnies            | BSP-PSB | Rechtstreeks gekozen senator | Bergen-Zinnik                               | -               | Voorzitter van de commissie Binnenlandse Zaken. |
| Léon Duray                      | BSP-PSB | Rechtstreeks gekozen senator | Bergen-Zinnik                               | -               | |
| Joseph Bouilly                  | BSP-PSB | Rechtstreeks gekozen senator | Bergen-Zinnik                               | -               | Secretaris. |
| René Noël                       | KPB-PCB | Rechtstreeks gekozen senator | Bergen-Zinnik                               | -               | Vervangt vanaf 14 juli 1949 Jules Levecq, die provinciaal senator wordt. |
| Henri de la Barre d'Erquelinnes | CVP-PSC | Rechtstreeks gekozen senator | Bergen-Zinnik                               | -               | Quaestor. |
| René Binot                      | LP      | Rechtstreeks gekozen senator | Bergen-Zinnik                               | -               | |
| Albert Moulin                   | BSP-PSB | Rechtstreeks gekozen senator | Doornik-Aat                                 | -               | |
| Simon Flamme                    | BSP-PSB | Rechtstreeks gekozen senator | Doornik-Aat                                 | -               | |
| Vincent Cossée de Maulde        | CVP-PSC | Rechtstreeks gekozen senator | Doornik-Aat                                 | -               | Voorzitter van de commissie Landsverdediging. |
| Léon Matagne                    | BSP-PSB | Rechtstreeks gekozen senator | Charleroi-Thuin                             | -               | Ondervoorzitter vanaf 8 november 1949. |
| Marceau Remson                  | BSP-PSB | Rechtstreeks gekozen senator | Charleroi-Thuin                             | -               | Vervangt vanaf 14 juli 1949 Edmond Yernaux, die provinciaal senator wordt. |
| Robert Duterne                  | BSP-PSB | Rechtstreeks gekozen senator | Charleroi-Thuin                             | -               | |
| Henri Glineur                   | KPB-PCB | Rechtstreeks gekozen senator | Charleroi-Thuin                             | -               | Voorzitter van de KPB-PCB-fractie. |
| Jean Duvieusart                 | CVP-PSC | Rechtstreeks gekozen senator | Charleroi-Thuin                             | -               | |
| Charles Derbaix                 | CVP-PSC | Rechtstreeks gekozen senator | Charleroi-Thuin                             | -               | |
| René George                     | LP      | Rechtstreeks gekozen senator | Charleroi-Thuin                             | -               | |
| Léon-Eli Troclet                | BSP-PSB | Rechtstreeks gekozen senator | Luik                                        | -               | Vanaf 8 november 1949 voorzitter van de commissie Arbeid en Sociale Voorzorg. |
| Jean Allard                     | BSP-PSB | Rechtstreeks gekozen senator | Luik                                        | -               | |
| Charles Van Belle               | BSP-PSB | Rechtstreeks gekozen senator | Luik                                        | -               | Quaestor en voorzitter van de commissie Openbare Werken. |
| Arnold Boulanger                | KPB-PCB | Rechtstreeks gekozen senator | Luik                                        | -               | |
| Henri Moreau de Melen           | CVP-PSC | Rechtstreeks gekozen senator | Luik                                        | -               | |
| Cassian Lohest                  | CVP-PSC | Rechtstreeks gekozen senator | Luik                                        | -               | |
| Auguste Buisseret               | LP      | Rechtstreeks gekozen senator | Luik                                        | -               | Ondervoorzitter tot 11 augustus 1949. |
| Maurice Delmotte                | BSP-PSB | Rechtstreeks gekozen senator | Hoei-Borgworm                               | -               | |
| Hubert Lapaille                 | BSP-PSB | Rechtstreeks gekozen senator | Hoei-Borgworm                               | -               | |
| Adrien Houget                   | LP      | Rechtstreeks gekozen senator | Verviers                                    | -               | |
| Louis Zurstrassen               | CVP-PSC | Rechtstreeks gekozen senator | Verviers                                    | -               | |
| Arnold Godin                    | CVP-PSC | Rechtstreeks gekozen senator | Verviers                                    | -               | |
| Jeanne Driessen                 | CVP-PSC | Rechtstreeks gekozen senator | Hasselt-Tongeren-Maaseik                    | -               | |
| Andries Mondelaers              | CVP-PSC | Rechtstreeks gekozen senator | Hasselt-Tongeren-Maaseik                    | -               | |
| Etienne Jacobs                  | CVP-PSC | Rechtstreeks gekozen senator | Hasselt-Tongeren-Maaseik                    | -               | |
| Abdon Demarneffe                | CVP-PSC | Rechtstreeks gekozen senator | Hasselt-Tongeren-Maaseik                    | -               | |
| Jacques De Vocht                | CVP-PSC | Rechtstreeks gekozen senator | Hasselt-Tongeren-Maaseik                    | -               | |
| Charles de Limburg Stirum       | CVP-PSC | Rechtstreeks gekozen senator | Aarlen-Marche-Bastenaken-Neufchâteau-Virton | -               | |
| Arsène Gribomont                | CVP-PSC | Rechtstreeks gekozen senator | Aarlen-Marche-Bastenaken-Neufchâteau-Virton | -               | |
| Pierre Nothomb                  | CVP-PSC | Rechtstreeks gekozen senator | Aarlen-Marche-Bastenaken-Neufchâteau-Virton | -               | |
| Arthur Lacroix                  | BSP-PSB | Rechtstreeks gekozen senator | Namen-Dinant-Philippeville                  | -               | Vervangt vanaf 14 juli 1949 Fernand Ledoux, die provinciaal senator wordt. |
| Marcel Meunier                  | BSP-PSB | Rechtstreeks gekozen senator | Namen-Dinant-Philippeville                  | -               | |
| Marcel Seghin                   | CVP-PSC | Rechtstreeks gekozen senator | Namen-Dinant-Philippeville                  | -               | |
| Louis Huart                     | CVP-PSC | Rechtstreeks gekozen senator | Namen-Dinant-Philippeville                  | -               | |
| Charles d'Aspremont Lynden      | CVP-PSC | Rechtstreeks gekozen senator | Namen-Dinant-Philippeville                  | -               | |
| Victor Leemans                  | CVP-PSC | Provinciaal senator          | -                                           | Antwerpen       | |
| Frans Van Loenhout              | CVP-PSC | Provinciaal senator          | -                                           | Antwerpen       | |
| Cyrille Neefs                   | CVP-PSC | Provinciaal senator          | -                                           | Antwerpen       | |
| Antonia Lambotte-Pauli          | CVP-PSC | Provinciaal senator          | -                                           | Antwerpen       | |
| Jan Laurens                     | BSP-PSB | Provinciaal senator          | -                                           | Antwerpen       | |
| Victor De Bruyne                | BSP-PSB | Provinciaal senator          | -                                           | Antwerpen       | |
| Petrus Francen                  | BSP-PSB | Provinciaal senator          | -                                           | Brabant         | |
| Georges Mazereel                | BSP-PSB | Provinciaal senator          | -                                           | Brabant         | |
| René Delor                      | BSP-PSB | Provinciaal senator          | -                                           | Brabant         | |
| Frans Van der Borght            | CVP-PSC | Provinciaal senator          | -                                           | Brabant         | |
| Pierre De Smet                  | CVP-PSC | Provinciaal senator          | -                                           | Brabant         | |
| Cyrille Van Overbergh           | CVP-PSC | Provinciaal senator          | -                                           | Brabant         | Voorzitter van de commissie Financiën. |
| Albertus Bouweraerts            | CVP-PSC | Provinciaal senator          | -                                           | Brabant         | |
| Pierre Warnant                  | LP      | Provinciaal senator          | -                                           | Brabant         | |
| Roger Motz                      | LP      | Provinciaal senator          | -                                           | Brabant         | |
| Jacques Van Buggenhout          | CVP-PSC | Provinciaal senator          | -                                           | West-Vlaanderen | Quaestor. |
| Georges Feryn                   | CVP-PSC | Provinciaal senator          | -                                           | West-Vlaanderen | |
| Gerard Neels                    | CVP-PSC | Provinciaal senator          | -                                           | West-Vlaanderen | |
| Joseph Baert                    | CVP-PSC | Provinciaal senator          | -                                           | West-Vlaanderen | |
| Julius Wostyn                   | BSP-PSB | Provinciaal senator          | -                                           | West-Vlaanderen | |
| Maurice Orban                   | CVP-PSC | Provinciaal senator          | -                                           | Oost-Vlaanderen | |
| Léonce Lagae                    | CVP-PSC | Provinciaal senator          | -                                           | Oost-Vlaanderen | |
| Octave Van den Storme           | CVP-PSC | Provinciaal senator          | -                                           | Oost-Vlaanderen | |
| Gustaaf Gabriël                 | CVP-PSC | Provinciaal senator          | -                                           | Oost-Vlaanderen | |
| Julien Versieren                | BSP-PSB | Provinciaal senator          | -                                           | Oost-Vlaanderen | |
| Leo Schalckens                  | LP      | Provinciaal senator          | -                                           | Oost-Vlaanderen | |
| Jules Levecq                    | KPB-PCB | Provinciaal senator          | -                                           | Henegouwen      | |
| Edmond Yernaux                  | BSP-PSB | Provinciaal senator          | -                                           | Henegouwen      | |
| Alexandre Spreutel              | BSP-PSB | Provinciaal senator          | -                                           | Henegouwen      | |
| Jean Van Laerhoven              | BSP-PSB | Provinciaal senator          | -                                           | Henegouwen      | |
| Ernest Duray                    | LP      | Provinciaal senator          | -                                           | Henegouwen      | |
| René de Dorlodot                | CVP-PSC | Provinciaal senator          | -                                           | Henegouwen      | |
| Joseph Meurice                  | CVP-PSC | Provinciaal senator          | -                                           | Luik            | |
| Louis Streel                    | CVP-PSC | Provinciaal senator          | -                                           | Luik            | |
| Charles Gérard                  | LP      | Provinciaal senator          | -                                           | Luik            | |
| Hubert Vandermeulen             | BSP-PSB | Provinciaal senator          | -                                           | Luik            | |
| Hubert Beulers                  | BSP-PSB | Provinciaal senator          | -                                           | Luik            | |
| Joseph Custers                  | CVP-PSC | Provinciaal senator          | -                                           | Limburg         | |
| Hubert Leynen                   | CVP-PSC | Provinciaal senator          | -                                           | Limburg         | |
| Alfred Slegten                  | CVP-PSC | Provinciaal senator          | -                                           | Limburg         | |
| Etienne Orban de Xivry          | CVP-PSC | Provinciaal senator          | -                                           | Luxemburg       | |
| Alfred Bertrang                 | CVP-PSC | Provinciaal senator          | -                                           | Luxemburg       | Voorzitter van de commissie Openbaar Onderwijs |
| Jules Massonnet                 | LP      | Provinciaal senator          | -                                           | Luxemburg       | Secretaris vanaf 18 augustus 1949. |
| Maurice Servais                 | CVP-PSC | Provinciaal senator          | -                                           | Namen           | |
| Fernand Ledoux                  | BSP-PSB | Provinciaal senator          | -                                           | Namen           | |
| Emile Coulonvaux                | LP      | Provinciaal senator          | -                                           | Namen           | Voorzitter van de LP-fractie vanaf 7 december 1949. |
| Charles Moureaux                | LP      | Gecoöpteerd senator          | -                                           | -               | |
| Raoul Vreven                    | LP      | Gecoöpteerd senator          | -                                           | -               | |
| Georgette Ciselet               | LP      | Gecoöpteerd senator          | -                                           | -               | |
| Ernest Rongvaux                 | BSP-PSB | Gecoöpteerd senator          | -                                           | -               | |
| Marie Janson                    | BSP-PSB | Gecoöpteerd senator          | -                                           | -               | |
| Jean Rolland                    | BSP-PSB | Gecoöpteerd senator          | -                                           | -               | |
| August De Block                 | BSP-PSB | Gecoöpteerd senator          | -                                           | -               | |
| Pierre Diriken                  | BSP-PSB | Gecoöpteerd senator          | -                                           | -               | |
| Henri Rolin                     | BSP-PSB | Gecoöpteerd senator          | -                                           | -               | Senaatsvoorzitter tot 8 november 1949, voorzitter van de BSP-PSB-fractie vanaf 29 november 1949 en voorzitter van de commissie Justitie.                                            |
| Paul De Groote                  | BSP-PSB | Gecoöpteerd senator          | -                                           | -               | Vervangt vanaf 26 oktober 1949 de overleden Arthur Jauniaux. Jauniaux was tot aan zijn dood op 22 september 1949 voorzitter van de commissie Arbeid en Sociale Voorzorg.            |
| Louis Catala                    | CVP-PSC | Gecoöpteerd senator          | -                                           | -               | |
| Jean Van Houtte                 | CVP-PSC | Gecoöpteerd senator          | -                                           | -               | Voorzitter van de commissie Wederopbouw. |
| Arthur Mulier                   | CVP-PSC | Gecoöpteerd senator          | -                                           | -               | |
| Joseph Hanquet                  | CVP-PSC | Gecoöpteerd senator          | -                                           | -               | Secretaris. |
| Pieter-Jan Broekx               | CVP-PSC | Gecoöpteerd senator          | -                                           | -               | |
| Joseph De Clercq                | CVP-PSC | Gecoöpteerd senator          | -                                           | -               | Quaestor. |
| Maria Baers                     | CVP-PSC | Gecoöpteerd senator          | -                                           | -               | Secretaris vanaf 8 november 1949 en voorzitter van de commissie Volksgezondheid en Gezin.                                                                                           |
| Charles Petit                   | CVP-PSC | Gecoöpteerd senator          | -                                           | -               | |
| Joseph Pholien                  | CVP-PSC | Gecoöpteerd senator          | -                                           | -               | Ondervoorzitter. |
| Paul-Willem Segers              | CVP-PSC | Gecoöpteerd senator          | -                                           | -               | |
| Jean Baltus                     | CVP-PSC | Gecoöpteerd senator          | -                                           | -               | |
| Paul van Zeeland                | CVP-PSC | Gecoöpteerd senator          | -                                           | -               | |
| Edgard De Bruyne                | CVP-PSC | Gecoöpteerd senator          | -                                           | -               | Voorzitter van de commissie Koloniën. |